# Neuromito
Neuromito es un término atribuido al neurocirujano inglés Alan Crockard, quien lo empleó en la década de 1980 para dar cuenta de aquellas ideas no científicas sobre el cerebro prevalentes en la cultura médica. El término se generalizó desde 2002 a partir de su utilización por el Proyecto Cerebro y Aprendizaje de la Organización para la Cooperación y el Desarrollo Económicos (OCDE), que lo asignó al conjunto de ideas erróneas acerca del funcionamiento cerebral y los procesos mentales originados en «un malentendido, una mala interpretación y, en algunos casos, una manipulación deliberada de los hechos científicos para hacerlos relevantes para el campo educativo u otros contextos». También los definió como «un error de interpretación que encuentra su origen en malas citas o un mal entendimiento de hallazgos científicos». Se usa el término neuromitos para referirse a falsas creencias o malas interpretaciones con respecto a los hechos neurocientíficos. También abundan en la educación, y son falsas creencias llamadas neuromitos por su falta de apoyo empírico y el uso de conceptos pseudocientíficos. Muchos de estos mitos se basan en distorsiones, extrapolaciones y malinterpretaciones de descubrimientos científicos utilizados de forma falaz.

## Lista de neuromitos

### Neuromito: hay un hemisferio cerebral dominante
«Algunas personas usan más el hemisferio derecho y otras usan más el hemisferio cerebral izquierdo.»
La creencia de que algunas personas usan más un hemisferio cerebral –derecho o izquierdo- que el otro, no tiene ninguna base científica. Esto es un mito, ya que todas las personas utilizamos ambos hemisferios por igual y, de hecho, los hemisferios no están aislados sino están conectados por una ancha banda de axones. Es un neuromito pensar que los individuos pueden ser categorizados como cerebro izquierdo o cerebro derecho en términos de su personalidad y su forma de procesar la información. Los hemisferios se conectan entre sí y funcionan siempre como un todo unificado.
En neurociencia educativa y en neuroeducación, los neuromitos son afirmaciones incorrectas sobre cómo el cerebro está implicado en los procesos de aprendizaje. La idea de que algunos alumnos usan más un hemisferio del cerebro que otro, hace que de esto pueden desprenderse implicancias prácticas en términos de intervenciones pedagógicas que fomenten el aprendizaje, todas ellas equivocadas. La lateralización cerebral no implica que los seres humanos tengan un tipo de pensamiento y comportamiento según el hemisferio que predomine. Es cierto que existen ciertas tareas que requieren de una mayor implicación de un hemisferio cerebral, como el reconocimiento de rostros o la producción del lenguaje hablado, pero no existe ninguna tarea que requiera de la actividad de un solo hemisferio por lo que esta división propuesta de la lateralización hemisférica cerebral es muy simplista, al pensar al cerebro con dos sistemas conscientes, cuando está organizado en múltiples subsistemas mentales dinámicos e interactivos. Aunque las imágenes cerebrales delinean áreas de activación superior o inferior, en respuesta a tareas particulares, el pensamiento implica interconectividad coordinada de ambos hemisferios cerebrales y no existe un pensamiento separado del cerebro izquierdo o derecho. Incluso muchas personas muestran actividad cerebral en las imágenes de ambos hemisferios para procesar el lenguaje. Todo nuestro pensamiento requiere niveles más altos de actividad interhemisférica y otras actividades conexas.

### Neuromito: en los varones prevalece el hemisferio izquierdo y en las mujeres el derecho
Una variable del neuromito anterior es que los varones usan más el hemisferio izquierdo, del pensamiento lógico y racional, lo que los haría ser mejores en matemática y tener mayor habilidad espacial, mientras que las mujeres usarían más el hemisferio derecho, supuestamente asociado a las emociones y a la creatividad. Según este mito, las mujeres, con el hemisferio cerebral derecho más activo, tendrían más capacidad de reacción emocional. Las mujeres por su hemisferio compartirían más detalles en su comunicación, a diferencia del hombre que comunicaría todo de una manera directa y concreta por el solo hecho de utilizar más se hemisferio izquierdo.
El origen de este mito proviene de Paul Brocca, médico francés, quien descubrió que las lesiones en ciertas partes del cerebro bloqueaban algunas capacidades del lenguaje, lo que lo llevó a pensar las distintas funciones que están alojadas en las diferentes partes del cerebro. Interpretar las asimetrías funcionales de los dos hemisferios como estilos de pensamiento diferentes es una simplificación errónea y una extrapolación. La noción de diferentes estilos de pensamiento hemisférico se basa en una premisa errónea: cada hemisferio cerebral estaría especializado y debería funcionar independientemente con un estilo de pensamiento diferente. Sin embargo, no existe evidencia científica apoye la idea de que existan diferentes estilos de pensamiento dentro de cada hemisferio. Equiparar la localización del lenguaje y el propuesto procesamiento en serie de estímulos en el hemisferio izquierdo a un estilo de pensamiento racional, analítico y lógico, no tiene sustento excepto en las ideas preconcebidas del médico.
La reducción de los dos lados del cerebro a meros asientos de ciertas habilidades o cualidades y la aplicación de esto a la diferencia de géneros se basa en prejuicios y simplificaciones excesivas. Las pruebas con escáneres que pueden identificar la actividad cerebral demuestran que los dos hemisferios trabajan de manera complementaria en todos los seres humanos. No hay ninguna evidencia científica que pueda sostener la teoría de que los varones utilizan más un hemisferios y las mujeres el otro. No solo ambos hemisferios están unficados y funcionalmente integrados, sino que la mayoría de las redes en el cerebro incluyen áreas de ambos hemisferios y no podrían funcionar uno sin el otro. Por ejemplo, los sonidos del lenguaje se procesan en el hemisferio dominante y los sonidos tonales o musicales en el hemisferio no dominante, pero ambos hemisferios obtienen información de ambos oídos y de ambas regiones auditivas primarias. Si no fuera así, la gente perdería su capacidad de oír de un lado después de un ACV.

### Neuromito: existe un cerebro masculino y un cerebro femenino
A pesar de ser afirmaciones en muchos estudios, no existen pruebas de que haya realmente diferencias en la estructura del cerebro. Las aparentes y supuestas diferencias (tamaño, cuerpo calloso) han sido históricamente utilizadas para definir supuestas desigualdades: como existirían diferencias profundas y fundamentales entre los cerebros de hombres y mujeres, entonces, los propietarios de esos cerebros tendrían acceso a diferentes habilidades de las cuales, las superiores quedarían adjudicadas al sexo masculino. Los varones serían mejores para matemáticas y raciocinio y las mujeres más irracionales y empáticas.
Sin embargo, para muchos científicos esto también es un mito. Por eso se habla de neurosexismo, es decir, la interpretación y utilización de los hallazgos neurocientíficos para justificar estereotipos de género.

### Neuromito: hay estilos de aprendizaje
«Existen estilos de aprendizaje que hacen que algunos alumnos sean auditivos, mientras que otros son visuales y otros cinestésicos.»
Los estilos de aprendizaje preferentes hacen referencia a modalidades sensoriales: visual, auditiva y kinestésica. La idea de que hay diferentes estilos hace que los maestros crean que deben enseñar en función de dicho estilo, como si las modalidades sensoriales fueran estructuras neurales que pudieran separarse. Esto genera la creencia de que el proceso de enseñanza-aprendizaje puede partir únicamente de una de ellas. Algunos maestros creen que los estudiantes aprenden mejor si se les enseña de acuerdo a su estilo de aprendizajes preferido: auditivo, cinestésico o visual. Esta teoría se remonta a Frederic Vester, quien distinguió a cada estudiante como de tipo auditivo, visual/óptico, háptico e intelectual. Según Vester, el tipo de estudiante está biológicamente determinado y puede caracterizarse por el uso predominante de un canal de percepción: el aprendiz auditivo aprendería usando los oídos, el aprendiz óptico usando los ojos, el aprendiz háptico usando la piel (es decir, tocando), mientras que el aprendiz intelectual aprendería de una manera más abstracta: a través de la comprensión de sí mismo.
Sin embargo, dicha creencia no se basa en ninguna evidencia neurocientífica y no se puede afirmar que el aprendizaje mejora mediante la enseñanza acorde a los estilos individuales de aprendizaje; esto no es más que un mito. Esta idea errónea se basa en un hallazgo de investigación válido, a saber, que la información visual, auditiva y kinestésica se procesa en diferentes partes del cerebro. Sin embargo, estas estructuras separadas en el cerebro están altamente interconectadas y hay una profunda activación intermodal y transferencia de información entre modalidades sensoriales, por lo que no se puede asumir que solo una modalidad sensorial está involucrada en el procesamiento de la información. Incluso existen programas de educación supuestamente basados en el estilo de aprendizaje del cerebro de cada niño, a pesar de que para la comunidad de neurocientíficos estos neuromitos no tienen ninguna base en la evidencia científica sobre el cerebro.

### Neuromito: usamos solo el 10% de nuestro cerebro
«Los seres humanos usamos solamente el 10% de nuestro cerebro.»
El origen del mito del 10 % del cerebro es que solo el 10% del encéfalo está compuesto por neuronas y el resto está compuesto por neuroglias, células que sirven de apoyo para las neuronas durante diversas operaciones como el procesamiento de la información. Suelen haber unas diez células gliales por cada neurona y se supone que las células gliales aportan nutrientes pero no transmiten impulsos nerviosos. Sin embargo, el cerebro permanece totalmente activo todo el tiempo, incluso durante el sueño. El cerebro ocupa solo el 2% del peso corporal pero consume alrededor de un 20% de la energía. Nuestro propio sistema no permitiría que el 20% de la energía la consuma un órgano que desperdiciara el 90% de su capacidad.
Si solo utilizáramos el 10% de nuestro cerebro podríamos perder el otro 90% sin consecuencias. Sin embargo, con perder mucho menos del 90% del tejido cerebral tiene consecuencias graves. Ninguna región del cerebro puede ser dañada sin dejar a una persona con deficiencias mentales o físicas. Ningún accidente cerebrovascular u otro traumatismo está exento de consecuencias. La estimulación eléctrica de partes del cerebro durante la neurocirugía no ha revelado ningún área cerebral latente donde no se pueda obtener ninguna percepción, emoción o movimiento. El tejido cerebral es metabólicamente costoso tanto para crecer como para funcionar, y es una carga para la credulidad pensar que la evolución hubiera permitido el despilfarro de recursos a una escala necesaria para construir y mantener un órgano tan masivamente infrautilizado.
Según Barry L. Beyerstein, del Brain Behavior Laboratory at Simon Fraser University en Vancouver, Canadá: «El mito del 10 por ciento sin duda ha motivado a muchas personas a luchar por una mayor creatividad y productividad en sus vidas, lo cual no es nada malo. La comodidad, el aliento y la esperanza que ha generado ayudan a explicar su longevidad».

### Neuromito: hablar un primer idioma antes de un segundo
«El primer idioma debe hablarse bien, antes de que se aprenda el segundo idioma».
El neuromito considera que ambos idiomas están uno al lado del otro en áreas cerebrales separadas y no tienen puntos de contacto, por lo que el conocimiento adquirido en un idioma no podría transferirse al otro. A partir de estos mitos, se llega a la conclusión de que la separación de las lenguas en el cerebro es necesaria, ya que el aprendizaje simultáneo de dos idiomas durante la infancia podría conducir a una mezcla de ambos en el cerebro, lo cual llevaría a un desarrollo más lento del niño. De ahí la resolución de que debería aprenderse correctamente un idioma primero antes de aprender el segundo idioma.
En realidad, los niños pequeños que aprenden dos idiomas, incluso al mismo tiempo, adquieren un conocimiento más generalizado de la estructura de la lengua en su conjunto. El multilingüismo no conduce a un retraso en el desarrollo del lenguaje. Alguien que aprende a calcular en alemán también puede calcular en castellano o en inglés. De hecho, los estudios demostraron que los estudiantes que aprendieron un idioma extranjero en la escuela no empeoran en su lengua materna y, por el contrario, con clases regulares, es posible que los estudiantes mejoren en ambos idiomas. Las investigaciones muestran que los niños que dominan dos idiomas comprenden mejor la estructura del lenguaje y la aplican de manera más consciente. El multilingüismo se correlaciona con otras competencias lingüísticas y el multilingüismo precoz suele tener efectos positivos en todas las lenguas que hay que dominar. No hay razón científica para esperar con la adquisición de la segunda lengua. Por el contrario, podría incluso ser perjudicial esperar, ya que la infancia es el mejor momento para la adquisición de varias lenguas.

### Neuromito del cerebro cableado
Este es uno de los legados más perdurables de la vieja metáfora de "los cerebros son circuitos eléctricos". Al intentar explicar la anatomía de las conexiones cerebrales suele usarse la metáfora del "cableado".
El cerebro humano se encuentra dentro de las estructuras más complejas del universo. Contiene aproximadamente 100.000 millones de neuronas.
Hay algo de verdad en la metáfora del cableado, como en muchas otras: el cerebro está organizado de manera estándar, con ciertos bits especializados para asumir ciertas tareas, y esos bits están conectados a lo largo de vías neurales predecibles (algo así como cables) y se comunican en parte liberando iones (pulsos de electricidad). Pero el cerebro no tiene cables y, a pesar de que existen los fascículos, las neuronas no se tocan entre ellas y su comunicación, a través de neurotransmisores, es algo que la ciencia todavía está estudiando.

### Neuromito del tamaño del cerebro
«El tamaño del cerebro determina la inteligencia, a mayor tamaño más inteligencia.»
Durante años los científicos, varones, creyeron que el hecho de que el cerebro masculino fuera de mayor peso y volumen que el femenino, o que tuviera más circunvalaciones, demostraba que los varones eran más inteligentes. El neurólogo estadounidense William A. Hammond (1828-1900), afirmaba la superioridad masculina basándose en el tamaño del cerebro. Hammond sostenía que el cerebro de las mujeres era inferior al de los hombres de diecinueve formas distintas, por tener menos peso, menos circunvoluciones y una sustancia gris más fina. Paul Julius Moebius (1853-1907), escribió Über den physiologischen Schwachsinn des Weibes (Sobre la imbecilidad fisiológica de la mujer) apoyándose en esta idea. Según Helen Gardener (1853-1925), si ese fuera el caso, los elefantes deberían ser más inteligentes que los seres humanos. De hecho, el ser humano no es el mamífero con el cerebro de mayor tamaño. Algunos autores contemporáneos continúan sosteniendo este neuromito, a pesar de que está científicamente comprobado que la estructura y la integridad del cerebro parecen ser lo más importantes para el cociente intelectual y que, de hecho, las personas con macrocefalia tienen un bajo nivel intelectual.
Esta idea es un mito. De hecho, los estudios cadavéricos no mostraron ninguna pauta. El cerebro estudiado de Anatole France (1844-1924), Nobel de literatura en 1921, por ejemplo, era pequeño y pesaba poco más de un kilo.

### Neuromito del cerebro inactivo durante el sueño
«El cerebro descansa y está inactivo mientras dormimos.»
Según las neurociencias, el cerebro trabaja permanentemente. De hecho, está más activo y consume más energía por las noches. Los niveles de trifosfato de adenosina, que son los químicos fundamentales para proveer a las células de energía, aumentan durante el sueño. El cerebro recoge información y acumula datos que serán procesados durante el sueño. Esto nos permite recargar energía, fijar nuestros recuerdos y asentar conocimientos en nuestra memoria, creando y consolidando recuerdos. Durante el sueño el cerebro se encarga de asociar, entrelazar y relacionar esos contenidos entre sí. Por eso dormir ayuda al aprendizaje y a fijar conocimientos.

### Neuromito de la imposibilidad del aprendizaje en los ancianos
«El cerebro de los viejos ya no aprende.»
A pesar de que la educación superior en los primeros años sirve como un factor protector en el envejecimiento y puede ayudar a posponer la disminución de la reserva cognitiva y cerebral en el envejecimiento cognitivo normal, es falso que los mayores no aprenden, porque las conexiones neuronales son extremadamente plásticas durante toda la vida.
Diversos estudios afirman que los adultos mayores muestran tasas de aprendizaje similares a las de los adultos jóvenes en comparación con una puntuación de aprendizaje configural. Estos resultados sugieren que la capacidad de adquirir conocimientos nuevos no se ve afectada en gran medida por el envejecimiento cognitivo.
La capacidad de aprendizaje depende de las sinapsis. Las neuronas se organizan en redes y sistemas y solo se unen indirectamente a través de las sinapsis. Como se generan sinapsis nuevas todo el tiempo, todo el tiempo estamos aprendiendo algo. El cerebro está conformado para aprender durante toda la vida y, aunque el cerebro del anciano se vuelve menos maleable y necesita más tiempo para aprender cosas nuevas, lo puede continuar haciendo hasta la muerte cerebral.
El concepto de neuroplasticidad modificó la antigua creencia que durante siglos había considerado que la estructura cerebral no podía modificarse. El cerebro tiene la capacidad de cambiar su estructura y su funcionamiento a lo largo de toda su vida. Las neuronas y sinapsis se regeneran anatómicamente y funcionalmente. Todo el tiempo se están formando nuevas conexiones sinápticas a través del aprendizaje y la práctica y en todas las edades. Todo nuevo conocimiento se debe a la plasticidad neuronal ya que el cerebro se modifica cada vez que se aprende algo nuevo.
A medida que una persona envejece, la percepción disminuye, acompañada de un aumento de la actividad cerebral. El aprendizaje y el entrenamiento pueden mejorar la degradación de la percepción relacionada con la edad, pero los cambios cerebrales relacionados con la edad no pueden deshacerse. El entrenamiento y el aprendizaje valen la pena a cualquier edad, para mantenerse en forma. De hecho, aprender cosas nuevas es un muy buen ejercicio para mantener el cerebro activo y prevenir trastornos de la memoria. Gracias a esta neuroplasticidad, los adultos mayores reclutan regiones cerebrales adicionales para compensar la disminución de la memoria relacionada con la edad.

### Neuromito del aprendizaje antes de los 3 años
''«Casi todo lo aprendemos antes de los 3 años. Los entornos enriquecidos mejoran la capacidad del cerebro para aprender».'
Uno de los neuromitos más extendidos es el que enuncia que todo lo que va a condicionar casi la totalidad del aprendizaje en la vida debe darse antes de la edad de tres años.
La idea de que las intervenciones educativas más eficaces deben cronometrarse con períodos durante los cuales los niños son más receptivos al aprendizaje puede haber surgido de un trabajo influyente sobre el aprendizaje temprano en ratas. Esta investigación mostró que las ratas, que fueron criadas en un ambiente enriquecido y estimulante, mostraron una mejor capacidad para resolver y aprender problemas complejos de laberinto en comparación con las ratas que fueron criadas en un ambiente deprimido. Mirando el cerebro de estos roedores, los investigadores encontraron que las neuronas de las ratas, que fueron criadas en un ambiente enriquecido, habían formado más conexiones, es decir, sinapsis y expresado más proteínas asociadas con el mantenimiento de los contactos sinápticos. Pero no hay que olvidar que el cerebro humano muestra plasticidad a lo largo de toda la vida y no se limita a una fase de ambiente enriquecido durante los tres primeros años de vida. La sinaptogénesis y la neurogénesis son intensas en los primeros años de vida y por eso los niños/as son más propensos a aprender a un ritmo más rápido en sus primeros años de vida, pero eso no significa que las consecuencias sean irreversibles o que después de los tres años no se continúen generando sinaptogénesis y la neurogénesis.
Sin embargo, la lectura que se hace de los descubrimientos es una extrapolación y una simplificación extremas. Las descripciones populares vinculan el desarrollo cerebral temprano y la formación rápida de sinapsis, con la cantidad y calidad de estimulación que reciben los bebés durante sus primeros años de vida, pero esto no es lo que los neurocientíficos descubrieron. Los neurocientíficos saben que durante la pubertad se produce la poda de las sinapsis sobrantes, pero no saben si la experiencia temprana aumenta o disminuye las densidades sinápticas o los números sinápticos después de la pubertad, no saben si la formación y la educación previas afectan a la pérdida o al deterioro de la salud, no saben qué tipo de sinapsis, excitadoras versus inhibidoras se podan selectivamente y por supuesto no saben si los animales con mayor densidad en la edad adulta son necesariamente más inteligentes y desarrolladas. Por eso es imposible decir que el poder cerebral depende del número de sinapsis formadas antes de los 3 años.

### Neuromito: escuchar música clásica nos hace más inteligentes
Muchas personas creen en el efecto positivo que produce la música sobre las personas y se ha podido comprobar científicamente las aportaciones que esta puede traer al cerebro y los estímulos neuronales que provoca.
Se han creado diversas teorías sobre la relación directamente proporcional entre la música clásica y el cociente intelectual en diferentes edades pero nunca fueron demostradas científicamente.
Existe una teoría llamada El efecto Mozart y se caracteriza por una serie de beneficios, no comprobados de manera permanente, que se producen a nivel cerebral solo por el hecho de escuchar música de Wolfgang Amadeus Mozart, beneficios que mejorarían si los niños se ven expuestos a estas melodías desde el vientre materno. Un estudio publicado por la revista Nature en la década de los 90´s causó más polémica respecto a esta teoría, pues 36 estudiantes de la Universidad de California fueron expuestos por diez minutos a una pieza de este compositor (sonata para dos pianos en re mayor KV 448/375a) con un efecto positivo de diez minutos en las pruebas de razonamiento espacio temporal. Este experimento no se pudo replicar con otras pruebas diferentes a las del razonamiento espacio temporal. La Academia Americana de Pediatría considera que, para que estimular la inteligencia del bebé, conviene entablar comunicación, tener momentos afectivos como pasear con él, cantar a su lado, acariciarlo, mimarlo, abrazarlo, hablarle y leerle cuentos.
Lo que se llegó a conocer como el "efecto Mozart" proviene de algunas publicaciones en donde se intentó mostrar que escuchar música clásica mejoraba el desempeño en algún test cognitivo. Sin embargo, nunca pudo demostrarse. En cambio, tocar algún instrumento sí mejora algunas funciones ejecutivas, la memoria y la atención.

### Neuromito de los 30 segundos después de la decapitación
«Se tiene consciencia algunos segundos después de haberse desprendido la cabeza del cuerpo.»
Este mito se sostiene desde el siglo XVIII y sostiene que si nos cortan la cabeza podemos continuar pensado hasta 30 segundos después de morir. 
Este neuromito tiene su origen en relatos sobre la guillotina francesa.
Se ha escrito que las gallinas caminan hasta 29 segundos después de su decapitación. Es conocido el caso de Mike, un gallo que continuó viviendo varios meses después de haber perdido su cabeza. En realidad, esto se debió a que había quedado un poco de su cerebro todavía trabajando en la parte superior del cuello, aunque no se veía.
Una vez separada la cabeza del cuerpo, al cortarse los vasos sanguíneos que suministran oxígeno a través del cuello a la cabeza, el cerebro y todas las estructuras que dependen de él dejan de recibir sangre y oxígeno por lo que no pueden seguir funcionando. Lo supuestos movimientos faciales de los decapitados durante la revolución francesa podrían haber estado relacionados con los espasmos y reflejos ocasionados por los músculos faciales sin intervención de la consciencia.

### Neuromito: el daño cerebral permanente
«El daño cerebral es siempre permanente».
El daño en el cerebro puede producirse por hipoxia, es decir, falta de oxígeno, por un golpe o traumatismo, traumatismo cerebral, por un accidente cerebrovascular, por una encefalopatía hipóxica.
Antes de creía que las neuronas no se podían reproducir, pero ahora existe el concepto de plasticidad neuronal.
El cerebro puede repararse a sí mismo. El daño cerebral no es siempre irreversible. El cerebro puede recuperarse de lesiones menores sin problema. Puede haber una reintegración completa en un grado similar al que precedía a la lesión. La eficacia del tratamiento de rehabilitación del daño cerebral depende de la gravedad del daño, la amplitud, la zona, la individualización, la intensidad y de la rapidez y precocidad con que sea llevado a cabo.

### Neuromito: el cerebro es el que toma nuestras decisiones
«No existe la libre voluntad humana porque es el cerebro el que toma la decisión antes que nosotros».
Según esta creencia, a lo sumo podría solo existir una ilusión de libertad humana ya que no sería nuestra consciencia quien toma las decisiones Este neuromito tiene su origen en una malinterpretación de los trabajos de Benjamin Libet. Libet concluyó que la iniciación cerebral de un acto espontáneo y libremente voluntario puede comenzar inconscientemente, es decir, antes de que exista una conciencia subjetiva y recordable. Pero la intención originaria de Benjamin Libet no era negar la libertad humana, sino más bien demostrar que el acto voluntario se inicia antes de la experiencia consciente del propio acto. También Freud consideraba que nuestro Inconsciente tomaba las decisiones sin conocimiento del consciente, pero esa teoría no contradice el acto voluntario ni el libre albedrío, ya que ni el cerebro ni el Insconciente serían entidades diferenciadas del sujeto.

### Neuromito: las neuronas no se regeneran
«Tenemos un número finito de neuronas y si se mueren nos quedamos con menos».
Durante años se creyó que las células del sistema nervioso central, a diferencia del resto de las células del cuerpo, no se regeneraban y que nacíamos con un número finito de neuronas que se iban degradando, y muriendo sin repuesto.

Hallazgos recientes sugieren que aun en el tejido nervioso, donde anteriormente se creía no había capacidad de regeneración, parecen existir mecanismos importantes para restaurar el tejido neural lesionado.

Ahora se sabe que no solo no nacemos con todas nuestras neuronas sino que, además, mientras que algunas se mueren otras nuevas se generan todos los días. Hasta personas cercanas a los 90 años producen decenas de miles de neuronas.

### Neuromito: el cerebro trabaja como una computadora
«El cerebro funciona como una computadora.» 
Es cierto que tanto los ordenadores como los cerebros sirven para el almacenamiento y procesamiento de información y la ejecución de tareas, pero  comparar el hardware de cada uno ni su forma de funcionamiento es una traspolación y una falacia.
A diferencia de una PC, ordenador o computadora,  el cerebro nunca es el mismo y, por lo tanto, tiene historia. Los procesadores hacen una sola operación a la vez, mientras que el cerebro realiza muchas al mismo tiempo, usando diferentes estructuras en forma simultánea. En una computadora la memoria tiene un lugar asignado en el disco duro, mientras que en el cerebro está guardada en muchos sitios a la vez.